# Bo Meister
Bo Meister (* 27. Januar 1999 in Bremerhaven) ist ein deutscher Basketballspieler. Der Flügelspieler bestritt für die Eisbären Bremerhaven zwei Einsätze in der Basketball-Bundesliga.

## Laufbahn
Meister begann in der U8-Jugend des BSG Bremerhaven mit dem Basketball und entwickelte sich zu einem hoffnungsvollen Talent. Er nahm am Sichtungswettbewerb „Talente mit Perspektive“ des Deutschen Basketball Bundes teil und schaffte den Sprung in Bremerhavens U16-Bundesliga- sowie später in den U19-Bundesligakader. In der Saison 2014/15 kamen erste Einsätze für die BSG-Herren in der 2. Regionalliga hinzu, in der Saison 2016/17 stand Meister erstmals im Bundesliga-Aufgebot der Eisbären Bremerhaven. Seinen Einstand in der höchsten deutschen Spielklasse gab er Ende September 2016 in der Partie gegen Tübingen.
Anfang Juli 2017 wurde er von der Spielgemeinschaft Ehingen/Urspring (2. Bundesliga ProA) unter Vertrag genommen. Im Laufe des Spieljahres 2017/18, in dem Meister mit Ehingen den Klassenverbleib in der 2. Bundesliga ProA verfehlte, wurde er in 22 Spielen eingesetzt und erzielte im Mittel zwei Zähler je Begegnung.
Nach einem Jahr in Ehingen wechselte Bo Meister zur Saison 2018/2019 mit Doppellizenz zu den Telekom Baskets Bonn und den Dragons Rhöndorf, um vornehmlich für Rhöndorf in der 2. Bundesliga ProB zum Einsatz zu kommen und zudem als Trainingsspieler den Bonner Bundesliga-Kader zu ergänzen. Nach einem Jahr trennten sich die Wege wieder und Meister wechselte innerhalb der ProB zu den Dresden Titans. Nach zehn Ligaeinsätzen für die Sachsen mit 3,1 Punkten im Schnitt verließ er im Dezember 2019 den Verein, um nach Bremerhaven zurückzukehren und sich verstärkt seiner beruflichen Zukunft außerhalb des Basketballsports zu widmen. Im Sommer 2021 stieß Meister nach längerer Basketballpause zum Aufgebot des Regionalligisten Cuxhaven Baskets. Für die Mannschaft bestritt er zehn Saisoneinsätze.

### Nationalmannschaft
Meister bestritt Länderspiele für die deutsche U16-Nationalmannschaft, 2017 wurde er in den Kader der U18-Auswahl berufen.